# Gymnase Japy
Pour les articles homonymes, voir Japy (homonymie).
Le gymnase Japy est un hall omnisports du 11e arrondissement de Paris, en France.

## Situation et accès
Le gymnase est situé dans un quadrilatère délimité par les rues Japy, François-de-Neufchâteau, Gobert et Richard-Lenoir, il a une capacité de 1 500 places.

## Origine du nom
Le gymnase, comme la rue, porte ce nom en hommage à l'industriel Frédéric Japy, fondateur de manufactures et usines de mécanique, dont certaines étaient situées dans ce quartier.

## Historique
À l'origine, il s’agissait d'un marché couvert, le « marché Japy », construit en 1870.
Transformé en gymnase en 1884 par Charles Laisné, il accueille un grand nombre de réunions politiques, dont, du 6 au 9 décembre 1899, le premier congrès des organisations socialistes françaises, auquel participent Jean Jaurès et Paul Laffargue, puis par la suite des congrès de la CGT.
Durant l'Occupation, le gymnase sert de centre de rassemblement et d'internement de Juifs au cours des grandes rafles du 20 août 1941 et du 16 juillet 1942 (rafle du Vel d'Hiv). Le 14 mai 1941, plusieurs milliers de Juifs étrangers du 11e arrondissement avaient reçu une convocation sous forme d'un billet vert pour un « examen de situation ». Parqués dans le gymnase, ils sont ensuite internés au camp de Pithiviers ou à celui de Beaune-la Rolande puis déportés vers des camps d'extermination.
Le 2 septembre 1947, des militants communistes tentèrent d'empêcher Louis Vallon et André Malraux d'y prendre la parole. Des boulons sont lancés sur les orateurs, des accompagnateurs sont blessés avant que la salle ne prenne d'assaut la tribune.
Le 28 août 1958, en pleine guerre d'Algérie, le gymnase sert à nouveau de lieu de détention dans le cadre des rafles organisées par le préfet de police Maurice Papon à Paris et dans sa banlieue. Ce sont au total 4 000 Algériens qui seront internés au Vélodrome d'Hiver, à l'hôpital Beaujon ainsi qu'au gymnase Japy. Ce dernier fut le lieu d'une grève de la faim pour contester des arrestations et détentions arbitraires. En avril 1961, des sympathisants parisiens du putsch des généraux à Alger sont arrêtés et internés au gymnase Japy.
Le 22 mars 1996, dans l'affaire des sans-papiers, le gymnase est investi par des familles d'origine africaine. Il est encerclé par les forces de police puis est évacué le 24 mars 1996 par la police sur réquisition de la mairie de Paris.

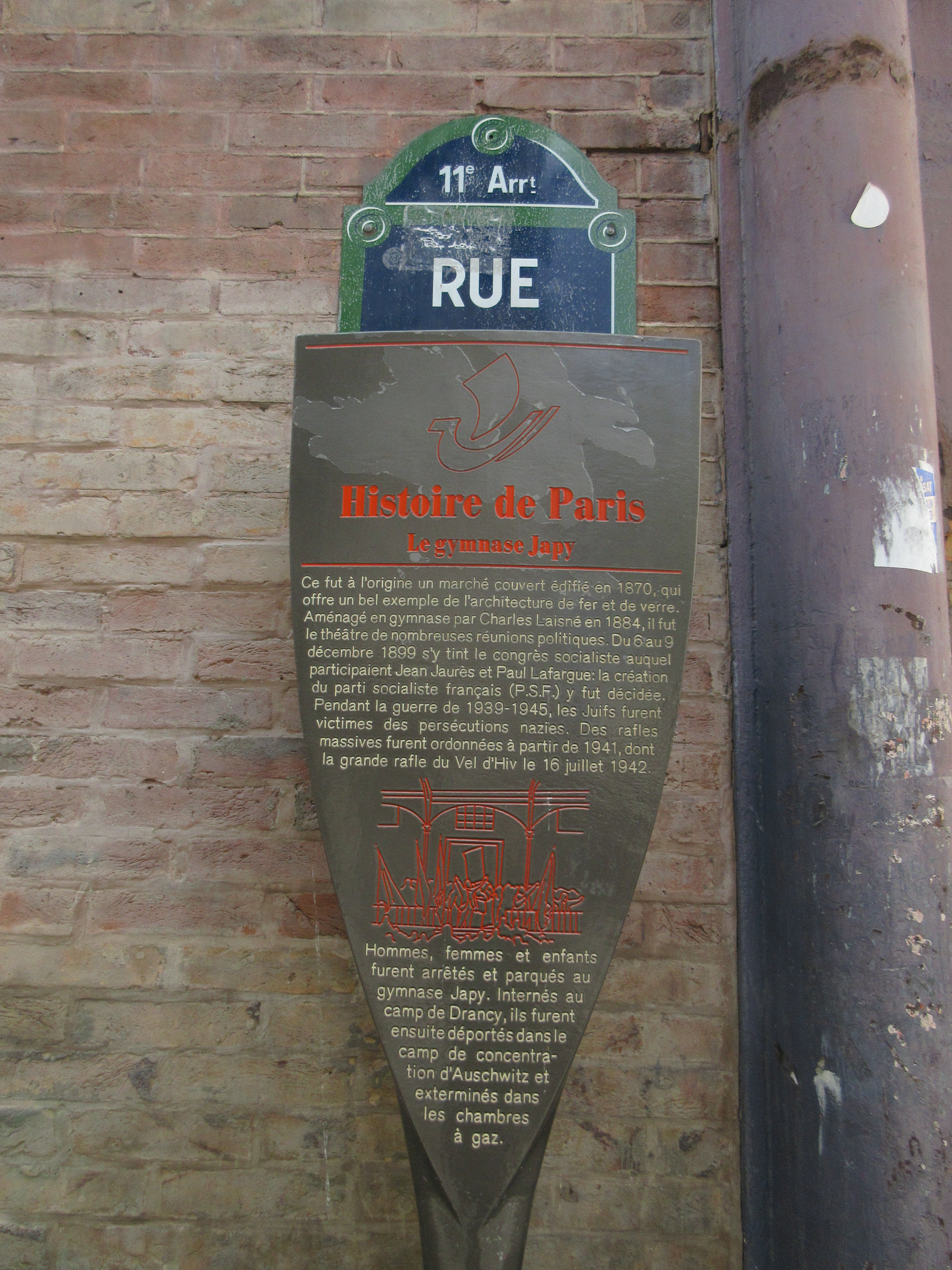
Panneau Histoire de Paris « Le gymnase Japy ».
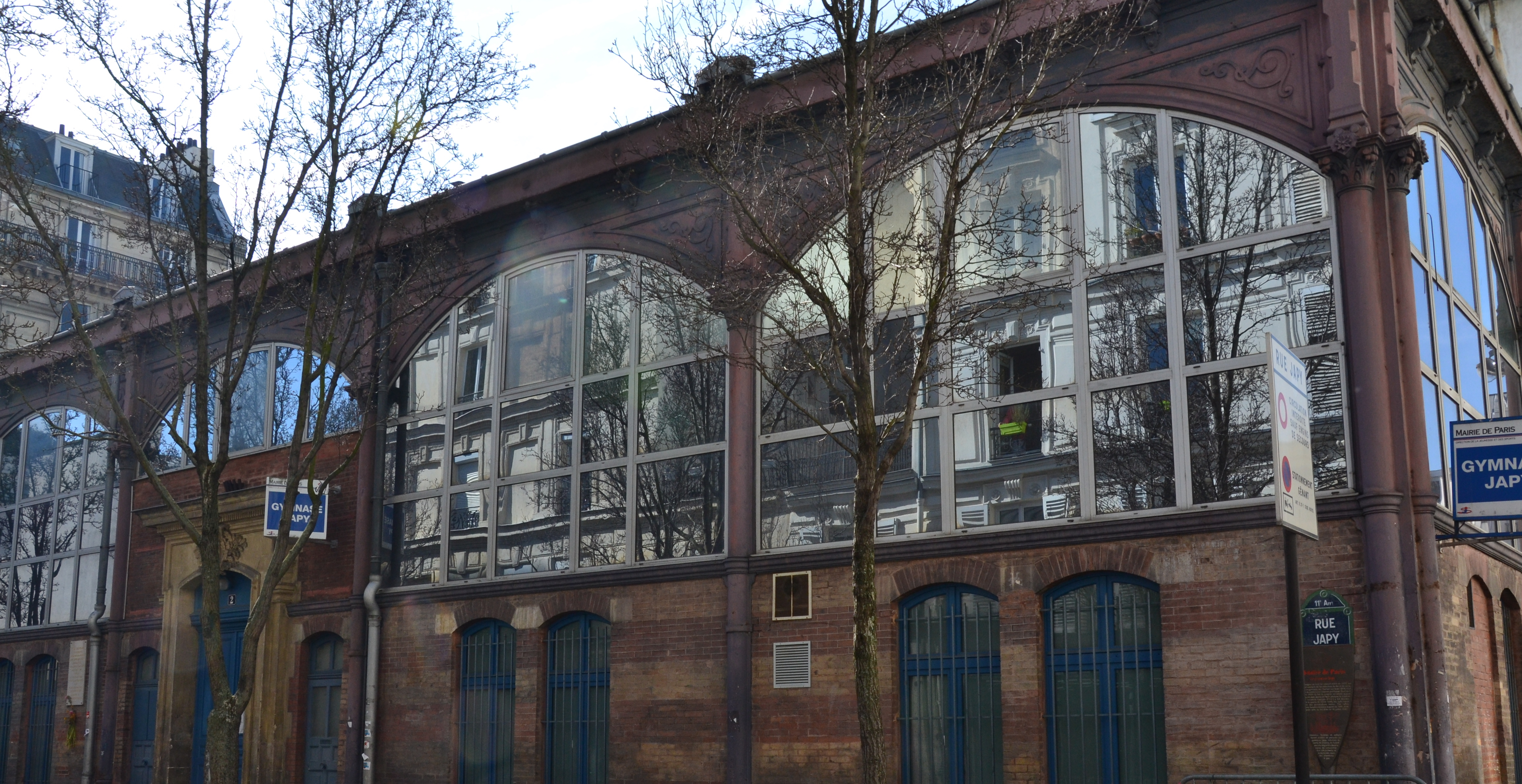
Extérieur, rue Japy..
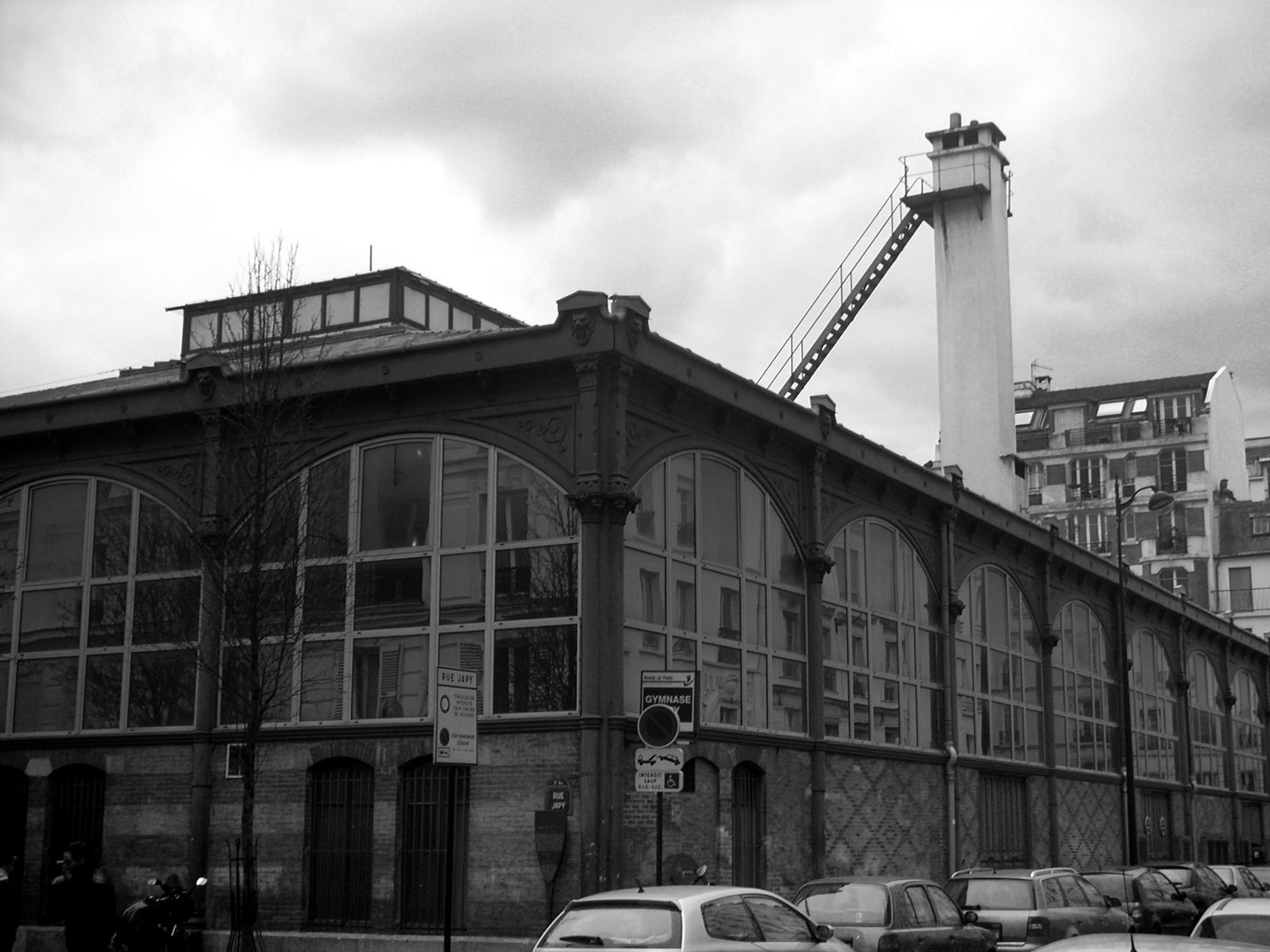
Le gymnase en 2006, avant rénovation, angle rues Japy et François-de-Neufchâteau.
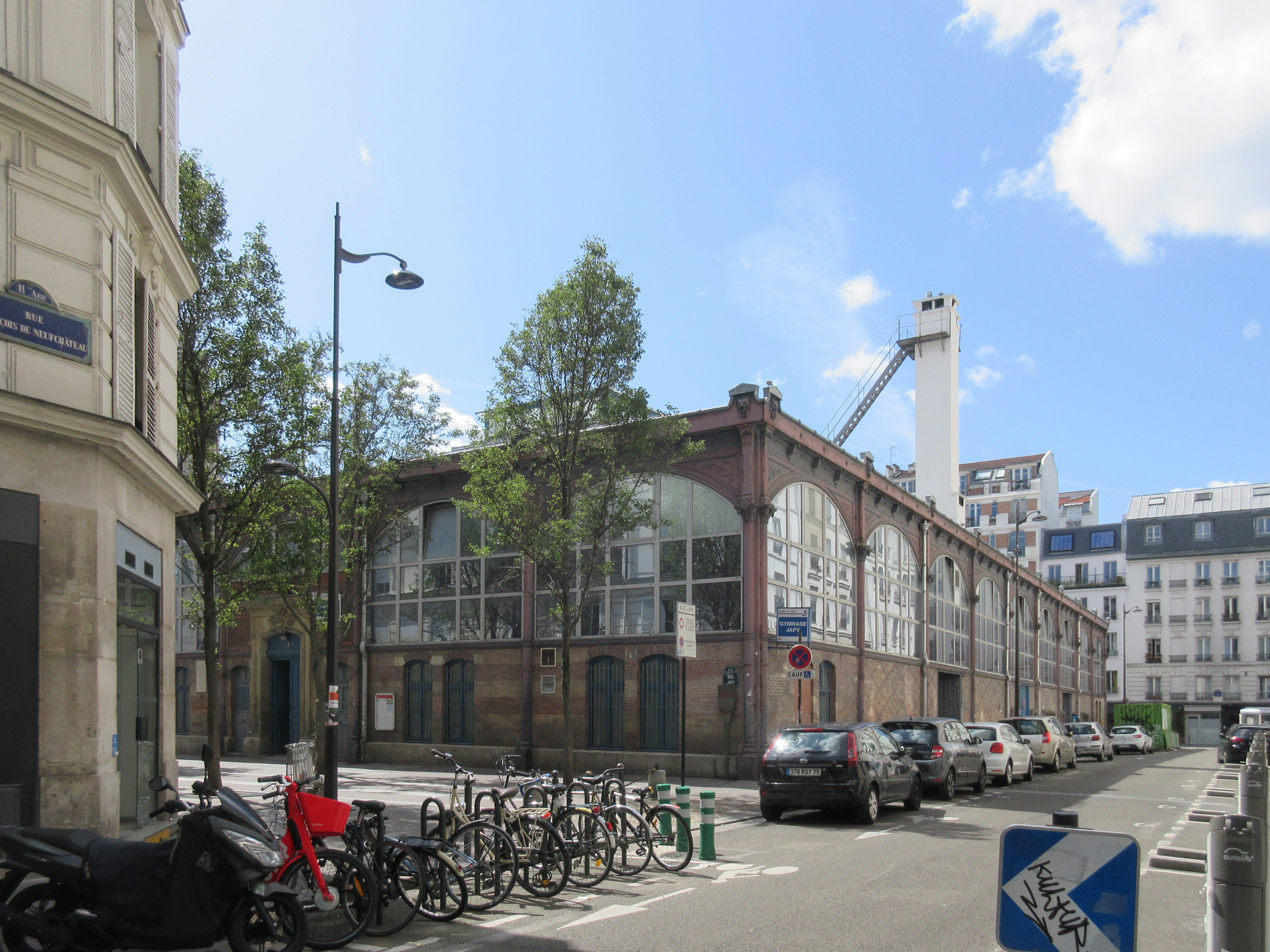
Le gymnase en 2019, après rénovation, angle rues Japy et François-de-Neufchâteau.

## Divers
- Le Paris Basket Racing et le Club olympique de Billancourt  s'y sont entraînés.
- Le court-métrage Fierrot le Pou (1990) a été tourné dans ce gymnase.